# Othresypna contellata
Othresypna contellata är en fjärilsart som beskrevs av Moore 1883. Othresypna contellata ingår i släktet Othresypna och familjen nattflyn. Inga underarter finns listade i Catalogue of Life.